# Wimbledon Championships 2014/Herrendoppel-Rollstuhl
Das Herrendoppel (Rollstuhl) der Wimbledon Championships 2014 war ein Rollstuhltenniswettbewerb in London und fand vom 4. bis zum 6. Juli statt.
Titelverteidiger waren Stéphane Houdet und Shingo Kunieda.

## Setzliste
| Nr. | Paarung                        | Erreichte Runde |
| --- | ------------------------------ | --------------- |
| 01. | Stéphane Houdet Shingo Kunieda | Sieg            |
| 02. | Maikel Scheffers Ronald Vink   | Finale          |

## Ergebnisse
Zeichenerklärung
- Q = Qualifikant
- WC = Wildcard
- LL = Lucky Loser
- ITF = qualifiziert über ITF-Ranking
- ALT = alternate (Ersatz)
- PR = Protected Ranking
- SE = Special Exempt
- r = retired (Aufgabe)
- d = Disqualifikation
- w.o. = walkover
- [ ] = Match-Tie-Break

|  | Halbfinale | Halbfinale                       | Halbfinale                   | Halbfinale | Halbfinale       |                                |                                  | Finale | Finale | Finale | Finale | Finale |
|  |            |                                  |                              |            |                  |                                |                                  |        |        |        |        |        |
|  | 1          | Stéphane Houdet Shingo Kunieda   | 1                            | 6          | 6                |                                |                                  |        |        |        |        |        |
|  |            | Tom Egberink Gordon Reid         | 6                            | 4          | 2                |                                |                                  |        |        |        |        |        |
|  | 1          | Tom Egberink Gordon Reid         | 6                            | 4          | 2                | Stéphane Houdet Shingo Kunieda | 5                                | 6      | 6      |        |        |        |
|  | 1          |                                  |                              |            |                  |                                | 5                                | 6      | 6      |        |        |        |
|  |            | 2                                | Maikel Scheffers Ronald Vink | 7          | 0                | 3                              |                                  |        |        |        |        |        |
|  |            | 2                                | Maikel Scheffers Ronald Vink | 7          | 0                | 3                              | Frédéric Cattaneo Joachim Gérard | 3      | 62     |        |        |        |
|  |            |                                  |                              |            |                  |                                | Frédéric Cattaneo Joachim Gérard | 3      | 62     |        |        |        |
|  | 2          | Maikel Scheffers Ronald Vink     | 6                            | 7          |                  |                                |                                  |        |        |        |        |        |
|  | 2          | Maikel Scheffers Ronald Vink     | 6                            | 7          | Spiel um Platz 3 |                                |                                  |        |        |        |        |        |
|  |            |                                  |                              |            |                  |                                |                                  |        |        |        |        |        |
|  |            | Tom Egberink Gordon Reid         | 6                            | 6          |                  |                                |                                  |        |        |        |        |        |
|  |            | Frédéric Cattaneo Joachim Gérard | 2                            | 4          |                  |                                |                                  |        |        |        |        |        |